# Laho Équipement
Pour les articles homonymes, voir Laho.
 (mai 2014).
Laho était une filiale de Loxam. Cette filiale proposait une gamme généraliste de matériels pour le particulier et le professionnel.
Laho Tec devenue Loxam LAHO TEC était une filiale en France, no 3 de la location de matériels BTP en France[réf. nécessaire] et possédait 125 agences en métropole (en décembre 2011).

## Historique
- 1934 : Fondation de la société Le matériel d'entreprise et de travaux publics par Lucien Willar. Il préside Laho de 1934 à 1968 et décède en 1975 et qui exerce une activité de commercialisation d’échafaudages et de fabrication de treuils (Fixator). Elle adopte le sigle de Laho afin d’exprimer la notion d’ascension

- 1960 : Laho installe son siège social à Bagneux (92) et commence à se développer avec la fabrication d’échafaudages fixes et de bétonnières grâce à UFN – Usines et Fonderies Nogentaises. C’est le début de la création d’un réseau de revendeurs et de dépôts sur tout le territoire. C’est sous l’enseigne Laho Comtois que l’aventure de la location démarre

- 1974 : La CFAO (Compagnie Française de l'Afrique Occidentale) prend une part majoritaire dans le capital de la société Laho qui est alors organisée en 2 pôles : un pôle « production »  (avec UFN et Fixator) et un pôle « distribution » avec des dépôts et revendeurs Laho partout en France. À partir de cette date, Laho étend son réseau, faisant l’acquisition de plusieurs sociétés de location dans toute la France : Slovemat, Lorient Matériel, Roussel, Locamaine,Socomat, Locaman, Cazalbou, Cofiloc etc. Le développement du réseau franchit l’Atlantique : Laho acquiert 2 sociétés : Prime (USA) et Perco (Canada).

- 1990 : Pinault S.A., maison mère du Groupe Pinault, prend le contrôle de la CFAO. Toutes les entités du Groupe Laho fusionnent alors et donnent naissance à Pinault Équipement. qui acquièrent de nouvelles enseignes : Gladel, Localoire. Après s’être séparé de Prime et Perco, Pinault Équipement continue son expansion en France en ouvrant plusieurs nouvelles agences dont Lourdes, Nantes, Tours.

- 1995 : Le groupe Pinault cède le contrôle de Pinault Équipement à un groupe d’investisseurs financiers.

- 1996 - 2000 : Nouvelles acquisitions de sociétés en région : Saint Malo, Lamballe ; Sorgues, Coustellet et ouvertures de nouvelles agences au Mans, Niort, La Roche sur Yon, Carcassonne…

- 1997 : Pinault Équipement change de dénomination sociale et devient Laho Équipement.

- 2001 : Toutes les entités opérationnelles fusionnent sous une enseigne unique : Laho Équipement et obtiennent la certification ISO 9002. L'entreprise continue l’acquisition de plusieurs sociétés spécialisées dans la location et la vente de matériels pour le BTP : Valgar, SBL, Delhomme, LVM, AVS Location, Delmat, Batiloc, Locoutil 12, Loca-Bat, Arnout & Cie, Aube Location Services, Grégoire, SPIL, SCLM…

Entre 2000 et 2007, le réseau s’agrandit également avec l’ouverture de nouvelles agences à Narbonne, Salon de Provence, Evreux, Lyon, Saumur, Pau, Marseille, Morlaix, Le Mont St Michel, Brive, Bourges, Vierzon, Clermont-Ferrand, Roissy[Lequel ?].
- 2007 : La société devenue filiale du groupe Loxam, exploite un réseau de 121 agences et garde sa marque et son autonomie commerciale.

- 2008 : Laho voit son réseau s’agrandir par l’acquisition du 1er loueur historique (créé en 1906) Serre & Ansot, loueur parisien avec 12 agences et Lovemat avec 2 agences (Clermont et Vichy). Création de Laho Tec, spécialiste de la location de système d’échafaudages motorisés, roulants, fixes, de coffrages manuportables, et proposant une large gamme destinée au levage de matériels.

- 2011 : Laho transfère ses activités de l'agence de Pau pour la création de Loxam Rental Pau-est.

- 31 décembre 2013 : Disparition de l'enseigne au profit de Loxam Rental

## Historique du logo

Logo de Laho Équipement jusqu'en 2008
Logo actuel depuis mai 2009
Logo actuel depuis mai 2009